# La Classe de neige (film)
La Classe de neige è un film del 1998 diretto da Claude Miller, tratto dal romanzo del 1995 di Emmanuel Carrère La settimana bianca.
È stato presentato in concorso al 51º Festival di Cannes, dove ha vinto il Premio della giuria.

## Trama
Nicholas, un bambino di dodici anni, parte per la settimana bianca organizzata dalla scuola. Lo accompagna suo padre che non gli ha permesso di prendere la corriera con i suoi insegnanti e compagni di classe. Dimentica la sua borsa nella macchina del padre ed è disperato. Nicholas è timido e ansioso, fa di tutto per non essere notato, bagna ancora il letto ed è vittima degli scherzi di tutti. Di notte nella veglia si inventa storie di terrore che riguardano bambini rapiti e traffico di organi umani. È ossessionato da immagini violente e la sua fantasia influenza la realtà. Nel villaggio vicino sparisce un bambino e la polizia inizia le ricerche. Nicholas inventa una storia, fa amicizia con Hodkann, il compagno di classe che tutti considerano un leader, che è ammirato della sua fantasia. Attraverso questa amicizia guadagna il rispetto degli altri compagni. Il bambino sparito viene trovato morto. La notizia turba profondamente Nicholas: improvvisamente la realtà per lui diventa un incubo e nessuno riesce ad aiutarlo. La sua vita da adulto lo sta aspettando.

## Riconoscimenti
- 1998 – Festival di Cannes[2]
  - Premio della giuria
  - In competizione per la Palma d'oro